# Django (composition)
Pour les articles homonymes, voir Django.
Django est un standard de jazz écrit en 1954 par John Lewis en hommage au guitariste de jazz Django Reinhardt. C'est un morceau phare du Modern Jazz Quartet, dont Lewis était le pianiste et le directeur musical.

## Historique et description

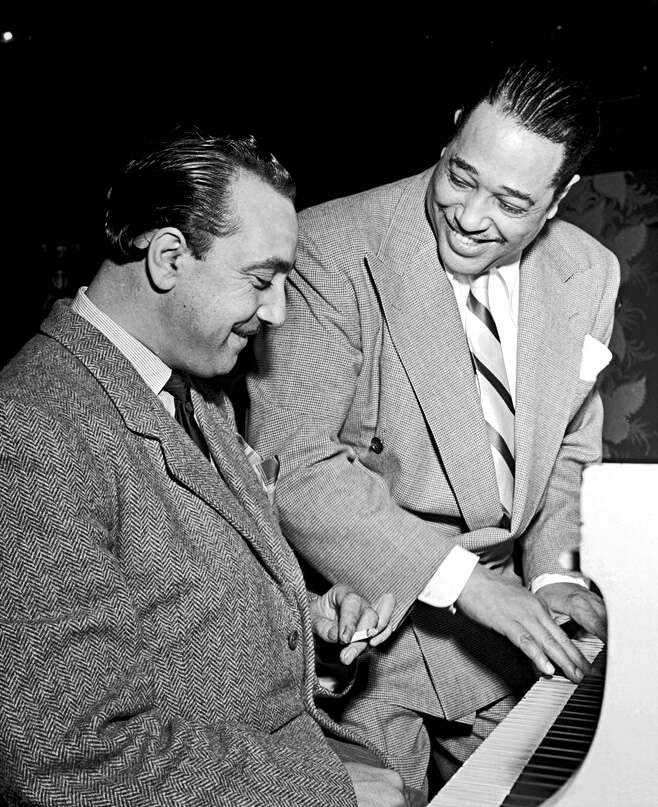
Django Reinhardt et Duke Ellington à New York en 1946.

John Lewis a écrit Django en 1954 en hommage au guitariste de jazz Django Reinhardt, décédé l'année précédente, dont Lewis a découvert la musique pendant son service en France pendant la Seconde Guerre mondiale, et qu'il a eu l'occasion d'écouter pendant la tournée américaine du guitariste avec Duke Ellington.
Le Modern Jazz Quartet, dont Lewis était le pianiste et le directeur musical, enregistre Django pour la première fois le 23 décembre 1954. Il est ensuite publié sur l'album 10 pouces du groupe en 1955, The Modern Jazz Quartet, Vol. 2 (PRLP 170) et sur leur LP Django 12 pouces de 1956 (PRLP 7057), en plus d'être sorti en 45 Single RPM avec la partie 1 sur la face A et la partie 2 sur la face B,,. C'est l'un des morceaux emblématiques du Modern Jazz Quartet, le bassiste du groupe Percy Heath rappelant que « si nous ne jouions pas Django en concert, on risquait de se faire défoncer, dans le sens de se faire taper dessus, ! »
Miles Davis décrit Django comme l'une des meilleures compositions de tous les temps, et dans leur livre Clawing at the Limits of Cool, Salim Washington et Farah Griffin écrivent : « [ce morceau est] comme un poème dans son économie et son intensité. Avec une retenue remarquable et presque aucune concession aux tendances extraverties du jazz, Django, lent et chantant, maintient une intensité et un pathos rendus d'autant plus beaux par la retenue ».
Le morceau fait partie du NPR 100, les 100 œuvres musicales américaines les plus importantes du XXe siècle compilées par les éditeurs de NPR. Il est classé no 357 des Songs of the Century (« chansons du siècle »), une liste des 365 meilleures chansons du XXe siècle compilée par la Recording Industry Association of America et le National Endowment for the Arts.

## Analyse
Ce morceau est construit selon une structure élaborée, évoquant celle d'une composition classique.
Le morceau commence par un thème de 20 mesures, décrit par Ted Gioia dans son livre The Jazz Standards comme un chant funèbre et lugubre. La mélodie principale, en fa mineur, est construite sur un motif simple et nostalgique qui s'adapte en fonction de l'harmonie, passant notamment par la relative majeure (la bémol majeur). Après un point culminant (un sol aigu), la mélodie descend, comme si elle chantait le nom de Django.
Le morceau est présent dans l'édition originale du Real Book, mais on n'y trouvait que les changements d'accords du thème.
Ce thème est suivi de sections solo, utilisant principalement les harmonies du thème mais à un tempo doublé, plein de swing. La structure est celle d'une forme AABA modifiée de trente-deux mesures : les deux premières sections A contiennent six mesures au lieu de huit, la section B de huit mesures contient une pédale sur la tonique ; et la dernière section A contient douze mesures. Les sections solistes sont séparées par des intermèdes à tempo doublé, dérivés du thème d'introduction.
La composition se termine par une répétition complète de la section d'introduction.

## Versions notables

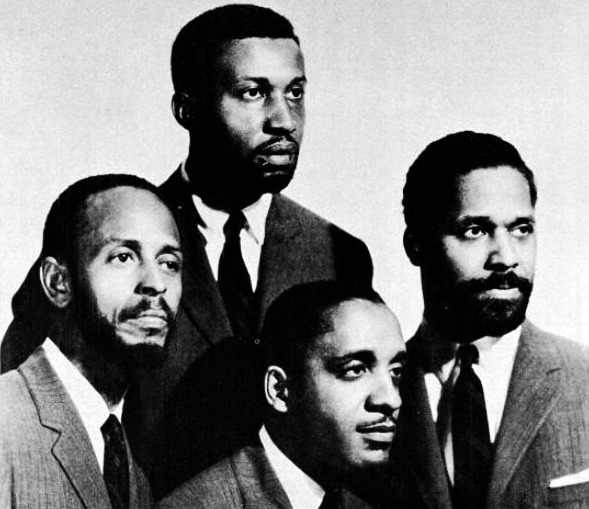
Le Modern Jazz Quartet en 1964. De gauche à droite : Percy Heath, Connie Kay, Milt Jackson et John Lewis.

Outre l'enregistrement de 1954 (Django), le Modern Jazz Quartet a enregistré Django sur trois autres albums studio :
- Pyramid (en) (1960)
- Jazz Dialogue (en) avec le All-Star Jazz Band (1965)
- Three Windows (en) avec le New York Chamber Symphony (1987)

On peut également entendre la composition sur des enregistrements en concert :
- European Concert (en) (1960, sorti en 1995)
- Dedicated to Connie (en) (1960)
- The Complete Last Concert (en) (1974)
- Reunion at Budokan 1981 (en) (1981)
- Together Again: Live at the Montreux Jazz Festival '82 (en) (1982)
- MJQ & Friends: A 40th Anniversary Celebration (en) (1994)

Lewis enregistre la pièce en piano solo sur ses albums Evolution (1999) et Evolution II (2000), et l'interprète avec le Jazztet sur The Jazztet et John Lewis (1961), le violoniste Svend Asmussen sur European Encounter (1962), et avec la chanteuse Helen Merrill sur Django (1976). Lewis et Gunther Schuller ont arrangé l'album The Modern Jazz Society Presents a Concert of Contemporary Music (1955), sur lequel Django apparaît, et l'album Jazz Abstractions de Schuller en 1961 contient trois variations sur Django. D'autres versions notables incluent celles de, :
- Le trio Vince Guaraldi sur Vince Guaraldi Trio (1956)
- Le Ray Bryant Trio sur Ray Bryant Trio (1957) et Con Alma (1961)
- Gil Evans sur les grands standards du jazz (1959)
- Michel Legrand avec Miles Davis sur Legrand Jazz (1959)
- Dorothy Ashby sur Dorothy Ashby (1962) et Django/Misty (1984)
- Charlie Byrd sur L'art de la guitare de Charlie Byrd (1963)
- Joe Pass on For Django (1964) et What Is There to Say (1990)
- Grant Green sur Idle Moments (1965)
- Oscar Peterson en trio sur Eloquence (1965) et en solo sur Tracks (1970)
- Blood, Sweat & Tears on No Sweat (1973; introduction uniquement)
- Lindsey Buckingham et Stevie Nicks sur Buckingham Nicks (1973; introduction uniquement)
- Tete Montoliu en solo sur Songs for Love (1974) et en trio sur The Man from Barcelona (1991)
- Bill Evans et Eddie Gómez sur Montreux III (1975)
- Wynton Marsalis sur Hot House Flowers (1984)
- Joe Sample sur invitation (1993)
- John McLaughlin avec Jeff Beck sur La Promesse (1995)
- Gary Burton avec Mulgrew Miller sur For Hamp, Red, Bags et Cal (2001)